# Pere Bascompte i Carbonell
Pere Bascompte i Carbonell (Manresa, 1957) va ser un dels fundadors i militants de l'organització armada Terra Lliure.
Va començar la seva militància política en el món sindical, primer en les Comissions Obreres encara clandestines, i després en el sindicat Col·lectiu de Treballadors, i anys més tard a la COS (Coordinadora Obrera Sindical). També va participar en la gestació de la futura associació de veïns del seu barri i en múltiples reivindicacions. Va participar igualment en el ressorgiment de la premsa democràtica local: l'aparició del diari Regió7 i, abans, un dels primers programes en català (de periodicitat setmanal) a Ràdio Manresa. En l'àmbit polític, va ser militant de les joventuts del PSAN (Partit Socialista d'Alliberament Nacional) i representat d'aquestes a la plataforma unitària Assemblea Democràtica del Bages. I més tard va passar a formar part de Terra Lliure.
El 1981 va participar en el segrest del periodista Federico Jiménez Losantos, que s'havia convertit en objectiu de l'organització per la seva campanya Manifest dels 2300 contrària a la incipient normalització del català a Catalunya, i que va ser abandonat lligat a un arbre després de disparar-li un tret en una cama. Arran d'això, va ser detingut el 1981 i empresonat a Carabanchel (Madrid), i condemnat a 9 anys. El desembre de 1983, però, un error administratiu de la justícia espanyola el va posar en llibertat, circumstància que va aprofitar per refugiar-se a Perpinyà.
Va ser detingut de nou a França el 1985 i de bell nou l'11 de gener de 1989, prop de Perpinyà, de resultes d'una demanda d'extradició per l'estat espanyol. En la primera ocasió va ser encarcerat a la presó de Tolosa, i en la segona a la de Montpeller. El tribunal francès que estudiava el cas, no obstant, va acabar denegant l'extradició.
El 1991 va participar en la reflexió interna sobra la utilitat o viabilitat de la lluita armada al si de la Unió Europea on l'estat espanyol s'estava integrant, reflexió que va desembocar en la dissolució de Terra Lliure i en les negociacions amb Àngel Colom i Josep Lluís Carod-Rovira que acabarien amb l'ingrés de Bascompte i d'altres militants de Terra Lliure a Esquerra Republicana de Catalunya, militància que ell va abandonar quan ERC va optar, d'acord amb les autoritats espanyoles, per promoure una política de reinserció dels presos i exiliats. Pere Bascompte va continuar vivint a Catalunya Nord, treballant de jornaler agrícola, fins que li van prescriure definitivament els sumaris pendents. Va aprofitar tots aquests anys per a participar en les activitats culturals del poble d'acollida (biblioteca local, butlletí municipal, festes culturals) i va estudiar dret, obtenint la llicenciatura de dret públic i un postgrau de dret internacional.